# Atentado de Pattani de 2017
El atentado de Pattani fue un suceso en el que dos coches bomba estallaron en un centro comercial de la ciudad tailandesa de Pattani. El hecho se produjo el 9 de mayo del 2017 a las 14:50 h. de Tailandia. El hecho provocó más de medio centenar de heridos, de los cuales, uno de ellos estuvo de gravedad.

## Antecedentes
Tailandia es un país en el que se han llevado a cabo ataques terroristas que cada vez van en aumento, principalmente realizados por la insurgencia islamista de ese país. También, ha logrado frustrar intentos de atentados.
La provincia de Pattani, junto con las de Narathiwat y Yala, es foco de la insurgencia islamista que actúa en el sur de Tailandia. Desde 2004, más de 6.500 personas han muerto.
El supermercado dónde se realizó el bombardeo de Pattani, había sido anteriormente atacado en dos ocasiones. El primer ataque se realizó el 1 de agosto de 2005 y la segunda vez el 11 de marzo de 2012.

## Atentado
Alrededor de las 2:50 p. m.., una bomba en una motocicleta estalló cerca de la entrada del supermercado Big C . 10 minutos después, se produjo una segunda explosión aún más fuerte. Esta fue provocada por una carga explosiva en una camioneta estacionada en la entrada del supermercado. La columna de fuego que ascendió del área comercial adelantaba la gravedad del suceso. 
El personal de seguridad selló los accesos y ayudó a escapar a cientos de clientes, según los medios locales, mientras los bomberos trataban de extinguir el fuego causado por las explosiones.
Las explosiones dejaron un total de poco más de 50 heridos de diversas gravedades; uno de ellos muy grave.

## Sospechoso
La policía tailandesa sospechó que los perpetradores eran muy probablemente los separatistas musulmanes. El 10 de mayo, la policía de Pattani inicialmente creyó que tres grupos de seis personas estaban involucrados en los bombardeos. Rápidamente se lanzó una búsqueda masiva para cuatro hombres supuestamente involucrados en ambas explosiones que tenían vínculos con Barisan Revolusi Nasional.